# The Counter-Melody
The Counter-Melody è un cortometraggio muto del 1914. Il nome del regista non viene riportato.

## Produzione
Il film fu prodotto dalla Essanay Film Manufacturing Company.

## Distribuzione
Distribuito dalla General Film Company, il film - un cortometraggio di una bobina - uscì nelle sale cinematografiche USA l'11 marzo 1914.
Il film viene citato in Moving Picture World del 7 marzo 1914.